# Umbettung
Eine Umbettung ist die Verlagerung der Überreste von bestatteten Toten an einen anderen Bestattungsort. Sofern der Verstorbene noch nicht beerdigt war, er also vor der eigentlichen Beerdigung an einen anderen Ort transportiert wird, spricht man von dessen Überführung an den Bestattungsort.
Anlässe für Umbettungen sind zum Beispiel: 
- die gewünschte Zusammenführung von an verschiedenen Orten bestatteten Familienangehörigen
- die zentrale Bestattung von (teils nur notdürftig verscharrten) Kriegsopfern auf einem Soldatenfriedhof
- aber auch die Rehabilitation von ehemals verfolgten Staatsbürgern (siehe z. B. Imre Nagy) oder umgekehrt die Verfemung vormals geehrter Persönlichkeiten
- oder als Einleitung einer Seligsprechung. Die Exhumierung und anschließende neuerliche Bestattung an einem Ort der künftigen Verehrung ist Voraussetzung dafür.
- die drohende Devastierung des Friedhofes
- aus politischen Erwägungen

Eine Umbettung setzt Genehmigungen durch den Friedhofsbetreiber (meistens die Kommune), die Ordnungsbehörde (Ordnungsamt) und das Gesundheitsamt (insbesondere bei Verstorbenen, die an einer übertragbaren Krankheit litten bzw. starben) voraus. Die hierfür geltenden rechtlichen Regelungen finden sich in den Bestattungsgesetzen der Länder. 
Die Genehmigung wird aber im Allgemeinen nur erteilt, wenn die Umbettung im öffentlichen Interesse liegt, da die Ruhe des Verstorbenen nicht gestört werden soll. Die Bestimmungen sind in der Friedhofsordnung der jeweiligen Friedhofsverwaltung festgelegt.

## Beispiele

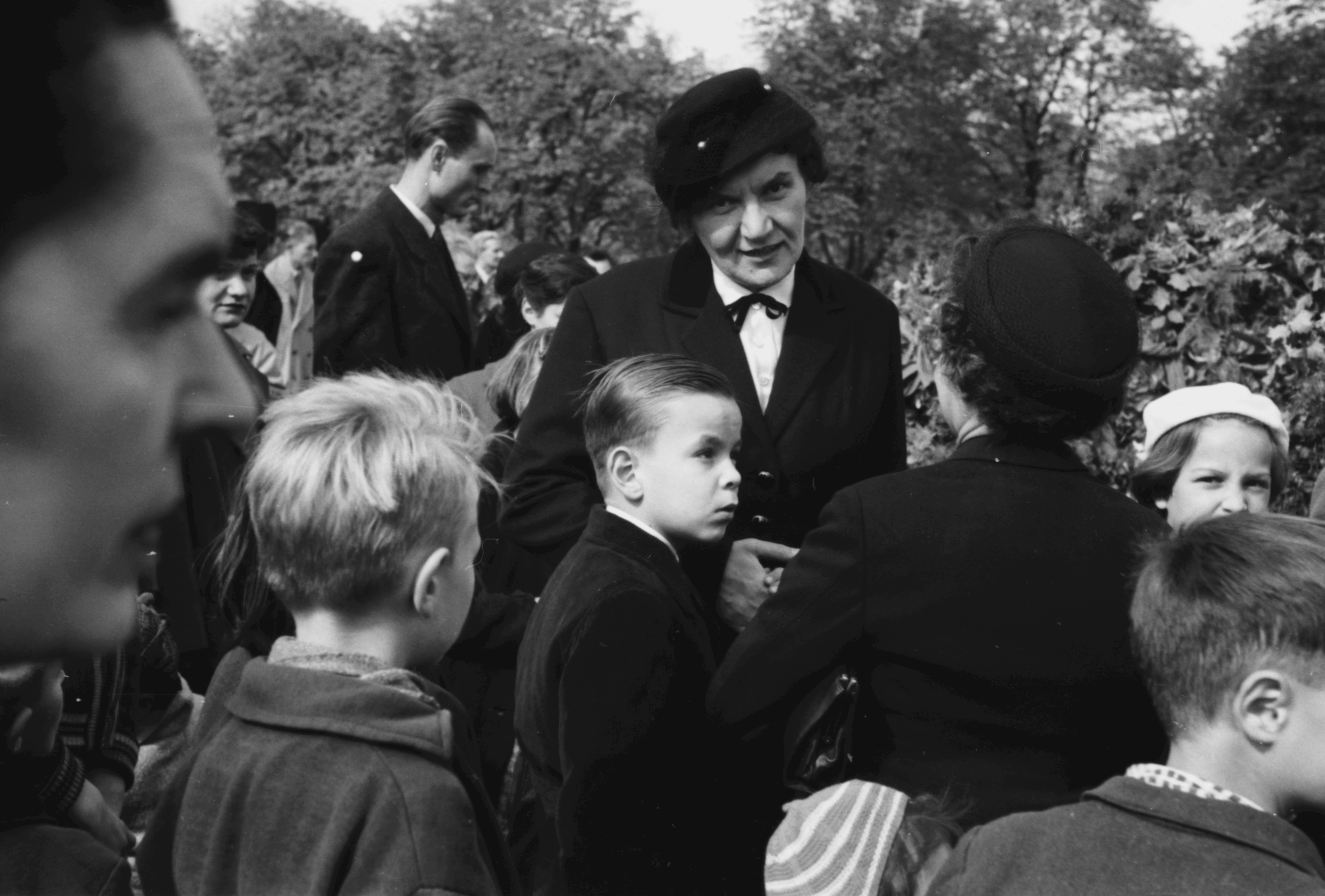
László Rajk und seine Mutter 1956 bei der Umbettung seines Vaters László Rajk (1909–1949)

- Die Famadihana ist eine rituelle Umbettung der Toten auf Madagaskar, die mindestens alle 10 Jahre vorgenommen wird.
- Der 1914 von einem Nationalisten ermordete französische Historiker, Politiker und Reformsozialist Jean Jaurès wurde zehn Jahre später unter großer öffentlicher Anteilnahme von seiner ursprünglichen Grabesstätte in die nationale Ruhmeshalle Panthéon überführt.
- Imre Nagy, ungarischer Ministerpräsident zur Zeit des Ungarischen Volksaufstandes 1956, war nach dem Ende des Aufstandes verschleppt, hingerichtet und – gefesselt und mit dem Gesicht nach unten – begraben worden. Nach der politischen Wende 1989 wurde Imre Nagy in Ungarn offiziell rehabilitiert und am 16. Juni 1989, kurz vor dem Tod seines Gegenspielers János Kádár, umgebettet und feierlich beigesetzt.
- Im November 2012 wurden die Gebeine des letzten polnischen Exilpräsidenten Ryszard Kaczorowski und eines weiteren Opfers des Unfalls des Regierungsflugzeugs in Smolensk umgebettet, nachdem sie im Vorfeld der ursprünglichen Bestattung 2010 verwechselt worden waren.
- Feierliche Übersetzung der kaiserlich-königlichen-auch-herzoglich-österreichischen höchsten Leichen
- Friedrich der Große, 1991 umgebettet nach Schloss Sanssouci, womit seinem ursprünglichen, aber nach seinem Tod nicht umgesetzten Wunsch entsprochen wurde.
- Auf Betreiben des Pflichterben von Fürst Hermann von Pückler-Muskau wurde die geschiedene Ehefrau und Lebensgefährtin des Fürsten, Lucie von Pückler-Muskau, 1884 vom alten Branitzer Dorffriedhof in die Seepyramide im Branitzer Park umgebettet.